# Aerogeneradores de eje vertical

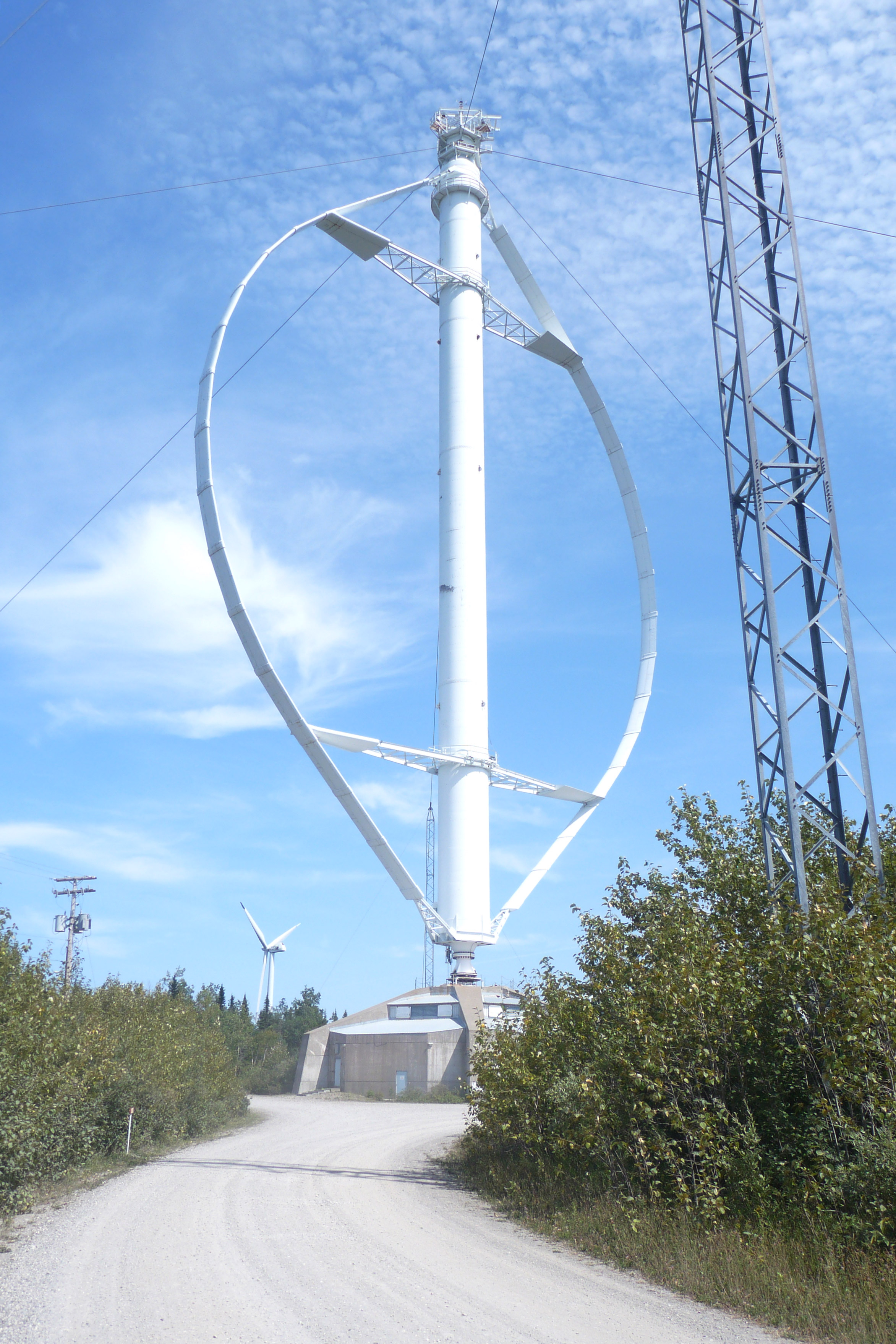
Aerogenerador vertical en Cap-Chat

Los aerogeneradores de eje vertical (AEV) son un tipo de turbina eólica que fue diseñada por primera vez por el inventor croata Fausto Verancio, en su libro Machinae novae de 1615. El eje del rotor principal está colocado transversalmente al viento (pero no necesariamente en vertical) mientras que los componentes principales están situados en la base de la turbina. Esta disposición permite situar el generador y los mecanismos cerca del suelo, lo que facilita el servicio y la reparación. Las AEV no necesitan estar orientadas hacia el viento, lo que elimina la necesidad de mecanismos de detección y orientación del viento. Los principales inconvenientes de los primeros diseños (Savonius, Darrieus y Giromill) eran la importante variación del par o "ondulación" durante cada revolución y los grandes momentos de flexión de las palas. Los diseños posteriores solucionaron el problema de la ondulación del par barriendo las palas helicoidalmente (tipo Gorlov). Los aerogeneradores de eje vertical Savonius (VAWT) no están muy extendidos, pero su simplicidad y su mejor rendimiento en campos de flujo perturbado, en comparación con los pequeños aerogeneradores de eje horizontal (AEH), los convierten en una buena alternativa para los dispositivos de generación distribuida en el entorno urbano.
Un aerogenerador de eje vertical tiene su eje perpendicular a las líneas de corriente del viento y vertical al suelo. Un término más general que incluye esta opción es "aerogenerador de eje transversal" o "aerogenerador de flujo cruzado". Por ejemplo, la patente original de Darrieus, US Patent 1835018, incluye ambas opciones. Las VAWT de tipo arrastre, como el rotor Savonius, suelen funcionar con relaciones de velocidad de punta más bajas que las VAWT basadas en la sustentación, como los rotores Darrieus y las cicloturbinas. Los modelos informáticos sugieren que los parques eólicos construidos con aerogeneradores de eje vertical son un 15% más eficientes que los convencionales de eje horizontal, ya que generan menos turbulencias.

## Tipos
- Rotor Savonius: Son de los dispositivos más simples en energía eólica. Consiste en un eje con unas palas en forma de semicilindros, que absorben la energía del viento por arrastre. Los anemómetros son derivados de este rotor, donde no importa tanto la eficiencia.
- Rotor Darrieus: La turbina consta de una serie de palas de perfil aerodinámico curvadas montadas en un eje.
- Rotor Gorlov

## Ventajas
Los AEVs ofrecen algunas ventajas sobre los aerogeneradores tradicionales de eje horizontal:
- Los AEVs omni-direccionales generalmente no necesitan seguir la dirección del viento. Esto significa que no requieren un complejo mecanismo de motores para posicionar el rotor y las palas.[7]
- Algunos diseños incluyen una pila de cimentación atornillada, que reduce el coste del transporte de carretera de hormigón y reduce el coste de carbono de la instalación. Además son pilas fácilmente reciclables al final de su vida útil.
- Los AEVs pueden instalarse conjuntamente con los de eje horizontal, en campos eólicos comunes, ampliando la salida de potencia eléctrica.[8]
- Los AEVs pueden operar en condiciones que no son posibles para los de eje horizontal. Por ejemplo, los rotores Savonius, pueden operar con viento lento e irregular en lugares cercanos al suelo, por lo que se usan en posiciones remotas o localizaciones sin personal aunque sea el más ineficiente.

## Aerodinámica general

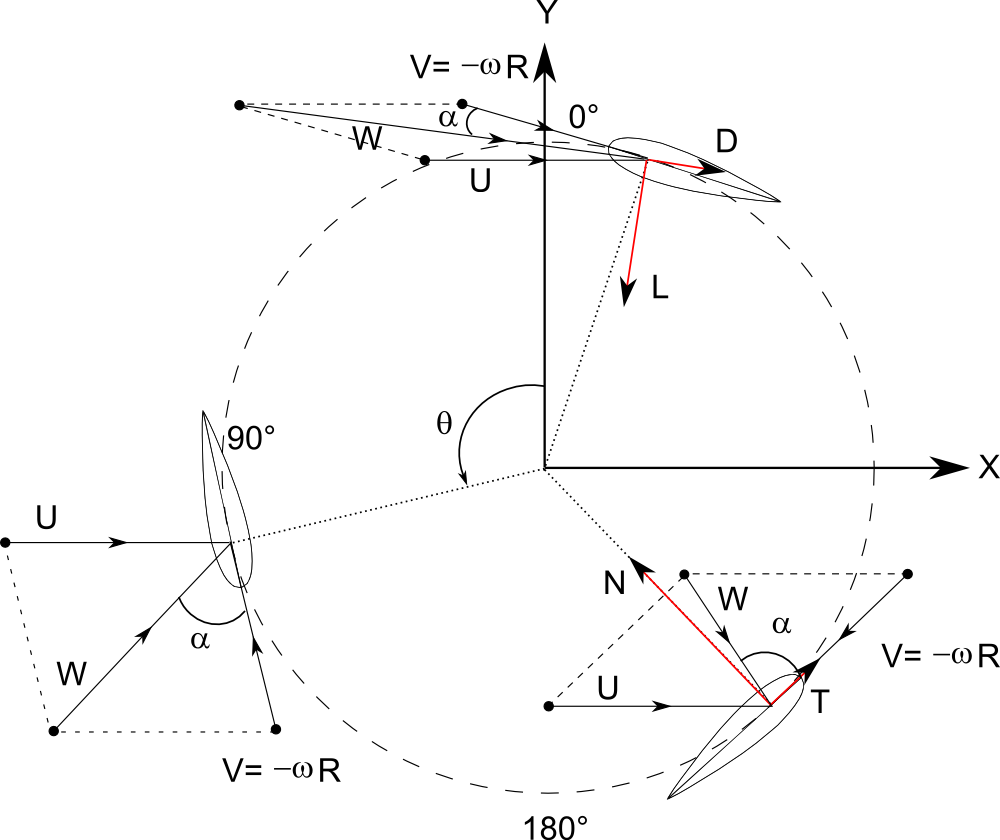
Figura 1: Fuerzas y velocidades actuando en una turbina Darrieus para varias posiciones acimutales.

Las fuerzas y las velocidades actuando en una turbina Darrieus son descritos en la figura 1. El vector de velocidad resultante, {\displaystyle {\vec {W}}}, es la suma vectorial de la velocidad de las corrientes de aire entrantes, {\displaystyle {\vec {U}}}, y el vector velocidad del aspa avanzando, {\displaystyle -{\vec {\omega }}\times {\vec {R}}}
{\displaystyle {\vec {W}}={\vec {U}}+\left(-{\vec {\omega }}\times {\vec {R}}\right)}
Por esto la velocidad del fluido entrante varia durante cada ciclo. La máxima velocidad se encuentra para {\displaystyle \theta =0{}^{\circ }} y el mínimo se encuentra para {\displaystyle \theta =180{}^{\circ }}, donde {\displaystyle \theta } es el acimutal o la posición orbital de las palas. El ángulo de ataque, {\displaystyle \alpha }, es el ángulo entre el vector del viento y el eje del aspa. El flujo de aire resultante crea un ángulo de ataque positivo en la zona a barlovento de la máquina, cambiando de signo en la zona de sotavento. 
Por consideraciones geométricas de la figura adjunta se puede deducir que: 
{\displaystyle V_{t}=R\omega +U\cos(\theta )}
y:
{\displaystyle V_{n}=U\sin(\theta )}
Resolviendo para la velocidad relativa como la resultante de las componentes tangenciales y normales:
{\displaystyle W={\sqrt {V_{t}^{2}+V_{n}^{2}}}}
Esto no lleva, combinando lo de arriba con la definición del factor adimensional (tip speed ratio) {\displaystyle \lambda =(\omega R)/U} se obtiene la siguiente expresión para la resultante de la velocidad.
{\displaystyle W=U{\sqrt {1+2\lambda \cos \theta +\lambda ^{2}}}}
El ángulo de ataque se resuelve como:
{\displaystyle \alpha =\tan ^{-1}\left({\frac {V_{n}}{V_{t}}}\right)}
Lo cual sustituyendo con lo anterior:
{\displaystyle \alpha =\tan ^{-1}\left({\frac {\sin \theta }{\cos \theta +\lambda }}\right)}
La fuerza aerodinámica resultante se descompone en dos componentes: sustentación (L de lift) o arrastre (D), o en las componentes normal y tangencial. Las fuerzas son consideradas actuando en los cuatro cuadrantes del círculo, y el momento aerodinámico se resuelve a partir de las fuerzas aerodinámicas. Los términos aeronáuticos "sustentación" y "arrastre" se refieren a las fuerzas sobre las palas de la misma forma que un ala aeronáutica. Las fuerzas tangenciales actúan a lo largo de la pala, empujando el giro, mientras que la fuerza normal actúa de forma radial, empujando la pala contra el eje. Las fuerzas de sustentación y arrastre son muy útiles para estudiar como actúan las fuerzas aerodinámicas sobre la pala como la entrada en pérdida, las condiciones de contorno... mientras que el estudio de las fuerzas normales y tangenciales ayudan al estudio del rendimiento global o la fatiga de materiales. Los coeficientes de sustentación y arrastre se normalizan habitualmente a través de la presión del flujo de aire relativo, mientras que los coeficientes normales y tangenciales se ajustan respecto a la presión dinámica del fluido del aire a barlovento antes de las turbulencias.
{\displaystyle C_{L}={\frac {F_{L}}{{1}/{2}\;\rho AW^{2}}}{\text{     }};{\text{     }}C_{D}={\frac {D}{{1}/{2}\;\rho AW^{2}}}{\text{      }};{\text{      }}C_{T}={\frac {T}{{1}/{2}\;\rho AU^{2}R}}{\text{      }};{\text{     }}C_{N}={\frac {N}{{1}/{2}\;\rho AU^{2}}}}
A = Área de la pala (no confundir con el área de barrido, que es igual a la altura de la pala por el diámetro del rotor)
R = Radio de la turbina
La cantidad de potencia, que puede ser absorbida por una turbina eólica es: 
{\displaystyle P={\frac {1}{2}}C_{p}\rho A\nu ^{3}}
Donde {\displaystyle C_{p}} es el coeficiente de potencia, {\displaystyle \rho } es la densidad del aire, {\displaystyle A} es el área de barrido del rotor, y {\displaystyle \nu } es la velocidad de viento.